# Otto Busch (Musiker)
Otto Busch (* 14. Oktober 1901 in Dortmund; † 1985 ebenda) war ein deutscher Organist, Komponist und Musikpädagoge.

## Leben
Otto Busch studierte in seiner Heimatstadt bei Gerard Bunk sowie beim Organisten und Kantor Otto Heinermann (1887–1977) und anschließend am Konservatorium Leipzig bei Hermann Grabner, Robert Teichmüller und Karl Straube.
Ab Herbst 1923 lebte er zusammen mit Kurt Heuser, der am Konservatorium Dortmund gelehrt hatte, für etwa ein Jahr in der nordisländischen Stadt Akureyri und arbeitete als Hilfslehrer an der dortigen Musikschule. Zeitgleich hielt sich ein deutsches Trio – bestehend aus dem Violinisten Fritz Peppermüller (1900–1965), dem Cellisten Paul Plenge (* 1898) sowie dem Pianisten Ernst Schacht – für Auftritte in der Hauptstadt Reykjavík auf. Eingeladen worden waren alle vom Komponisten und Dirigenten Jón Leifs, der durch das befristete Engagement talentierter, aber in ihrer Heimat finanziell schlecht gestellter deutscher Musiker die isländische Musikszene beleben wollte. Bereits 1922 hatte er den Hornisten und Violinisten Otto Böttcher nach Island gelotst, der in Reykjavík eine kleine Musikschule aufbaute und die städtische Big Band gründete.
Busch war ab 1936 als Organist in Dortmund tätig und 1942/43 arbeitete er als Musiklehrer in Bonn, ehe er während des Zweiten Weltkrieges zum Wehrdienst eingezogen wurde. 1946 erhielt er eine Stelle als Dozent an der Pädagogischen Akademie Dortmund.

## Werke (Auswahl)
Buschs Kompositionen wurden unter anderem von den Musikverlagen Breitkopf & Härtel und Universal Edition publiziert. Zwei seiner Streichquartette erfuhren Uraufführungen durch Rundfunkorchester und eine Sonate wurde 1968 durch die Violinistin Maria Grevesmühl in Bremen uraufgeführt.
- 15 Klavierstücke (1938)
- 12 Streichquartette (1930–1953) – UA № 9 durch das Rundfunkorchester Köln / № 11 durch das Frankfurter Rundfunk-Symphonie-Orchester
- 4 Klavierkonzerte (1938–1952)
- 2 Orchesterkonzerte (1936, 1951)
- 2 Sinfonien (1934, 1937)
- Präludium und Fuge a-Moll für Orgel (1930; Raabe & Plotow, Berlin; Gerard Bunk gewidmet)
- Introduktion und Passacaglia d-Moll für Orgel (1930)
- Toccata und Passacaglia g-Moll für Orgel (1931; Universal Edition; UA am 15. Juli 1931 in St. Reinoldi (Dortmund) durch den Widmungsträger Gerard Bunk[7])
- Toccata und Passacaglia g-Moll für Orchester  (1931)
- Passacaglia c-Moll für Orgel (1932; Universal Edition; UA am 20. Juli 1932 in St. Reinoldi Dortmund durch den Widmungsträger Gerard Bunk)
- Toccata und Passacaglia c-Moll (1934 oder früher)
- „Hohe Messe“ für Solisten, Chor und Orchester  (1945)
- „Hymne an das Leben“ für Solosopran, Chor und Orchester (1946)
- Variation und Fuge für Orchester (1947)
- Tanzspiel für Orchester (1951)
- Drei Chorstrophen mit Orchester (1968)
- Sololied für Alt und Klavier (zu Gottfried Benns Gedicht Ach, das ferne Land)  (1968)[8]
- Sololied für Alt und Klavier (zu Friedrich Hölderlins Ode An die Parzen) (1968)